# Säänjärvi
Säänjärvi är en sjö i kommunen Savitaipale i landskapet Södra Karelen i Finland. Sjön ligger 92 meter över havet. Den är 8 meter djup. Arean är 80 hektar och strandlinjen är 8,13 kilometer lång. Sjön  ingår i Vuoksens huvudavrinningsområde.   Den ligger omkring 34 km väster om Villmanstrand och omkring 180 km nordöst om Helsingfors. 
I sjön finns ön Hujasensaari. 